# Le Reportage tragique
Pour les articles homonymes, voir X Marks the Spot.
Pour plus de détails, voir Fiche technique et Distribution.
Le Reportage tragique (X Marks the Spot) est un film américain réalisé par Erle C. Kenton, sorti en 1931.

## Synopsis
Gloria, la jeune sœur de Ted Lloyd, un journaliste local est victime d'un accident. Le médecin dit à Ted que, pour qu'elle remarche un jour, elle doit être envoyée en Allemagne pour être opérée. Ted demande de l'aide à ses amis, dont son rédacteur en chef George Howard, mais aucun n'a l'argent nécessaire. Désespéré, Ted contacte Riggs, un gangster local. Au début, celui-ci refuse catégoriquement d'accorder le prêt. Ted propose alors d'échanger des informations secrètes sur le procureur. Riggs accepte alors de lui donner l'argent pour l'opération. Ted promet de ne jamais oublier le geste de Riggs.
Huit ans plus tard, George est devenu le rédacteur en chef de la New York Gazette et Ted travaille comme chroniqueur de potins à Broadway. Après que Ted a écrit un article sur Vivyan Parker, cette dernière poursuit le journal pour diffamation. Désireux d'éviter le procès, George envoie Ted chez elle pour négocier la publication de l'article. Ted se faufile dans son appartement avec l'aide du portier, mais Vivyan refuse et lui ordonne de sortir de son appartement. Lorsqu'elle est retrouvée assassinée par la suite, Ted est le principal suspect. Afin de blanchir son nom, Ted, qui croit que le vol est le motif du meurtre de Vivyan, obtient une liste de ses bijoux de son amant, E. T. Barnes. Il contacte plusieurs receleurs et, avec l'aide de l'un d'eux, découvre que le meurtrier est Riggs. Se souvenant que Riggs lui a fait une faveur, Ted ne révèle pas son nom, mais George, soupçonnant que Ted sait qui a commis le meurtre, le suit et Riggs est arrêté. Croyant que Ted l'a trahi, Riggs jure de se venger. Pendant le procès, un des acolytes de Riggs cache un pistolet sous la table où Riggs attend la sentence. Lorsqu'un verdict de culpabilité est rendu, Riggs utilise le pistolet pour tirer sur un garde et enlever un des jurés. Riggs retient l'homme en otage, insistant sur le fait qu'il le libérera en échange de Ted. Ted accepte et entre dans la pièce où Riggs attend en même temps que la police lance une bombe fumigène. Dans la fusillade qui suit, Riggs est tué et Ted est blessé.

## Fiche technique
- Titre original : X Marks the Spot
- Titre français : Le Reportage tragique
- Réalisation : Erle C. Kenton
- Scénario : Warren Duff et Gordon Kahn
- Décors : Ralph M. DeLacy
- Photographie : Gilbert Warrenton
- Son : Corson Jowett
- Montage : Arthur Huffsmith
- Production : Samuel Bischoff et William Saal
- Société de production : Tiffany Productions
- Société de distribution : Tiffany Productions
- Pays d'origine :  États-Unis
- Langue originale : anglais
- Format : Noir et blanc  — 35 mm — 1,37:1 — son mono
- Genre : Drame
- Durée : 68 ou 72 minutes
- Dates de sortie : États-Unis : 29 novembre 1931

## Distribution
- Lew Cody : George Howard
- Sally Blane : Sue
- Wallace Ford : Ted Lloyd
- Mary Nolan : Vivyan Parker
- Fred Kohler : Riggs